# 福明街道
福明街道是中华人民共和国浙江省宁波市鄞州区下属的一个街道，因福明桥而得名:188。

## 历史
唐朝时属于鄮县万龄乡，宋朝时属鄞县万龄老界乡，元、明、清时属老界乡赤城里甬东隅，民国时期先后隶属鄞县盐梅区、五权乡、陇明乡，1947年属鄞县五权乡、五浦乡，1950年属福明乡、朱桑乡、七里乡、邵家乡，1956年合并为福明乡，1958年改为东风（邱隘）人民公社福明管理区、朱桑管理区，后朱桑管理区并入福明管理区，1961年改为福明公社，属邱隘区，1983年改为福明乡，1984年1月划归宁波市江东区，2002年3月撤乡设立福明街道，2007年6月析老庙社区、朱一杜区设立新明街道:23-25、188，2016年9月划归鄞州区管辖。

## 行政区划
福明街道下辖以下地区：
新源社区、陆嘉社区、福明家园社区、波波城社区、碧城社区、新城社区、福城社区、东城社区、江城社区、宁城社区、明城社区、和城社区、仁城社区